# 路上集I号
『路上集I号』（ろじょうしゅう1ごう）は、日本のシンガーソングライター・川嶋あいの1枚目のリメイクアルバム。2005年9月28日にTSUBASA RECORDS（販売元はソニー・ミュージックディストリビューション）からリリースされた。

## 内容
1st、2ndミニアルバムに収録された曲を再びレコーディングして制作されたリメイクアルバム。
リメイク曲以外に新録楽曲が2曲収録されている。

## 収録曲
| 全作詞・作曲: 川嶋あい。 |                                             |           |            |            |      |
| #                        | タイトル                                    | 作詞      | 作曲・編曲 | 編曲       | 時間 |
| 1.                       | 「ガラスの心」                              | 川嶋あい  | 川嶋あい   | 武部聡志   | 4:51 |
| 2.                       | 「未来への道 (Hyper”ai”Mix)」               | 川嶋あい  | 川嶋あい   | 直樹       | 4:32 |
| 3.                       | 「天使たちのメロディー (Street Live Ver.)」 | 川嶋あい  | 川嶋あい   | 川嶋あい   | 5:38 |
| 4.                       | 「My Story」                                | 川嶋あい  | 川嶋あい   | 直樹       | 3:48 |
| 5.                       | 「blessing -祈り-」                         | 川嶋あい  | 川嶋あい   | KOUHEI     | 5:55 |
| 6.                       | 「飛べない鳥」                              | 川嶋あい  | 川嶋あい   | 直樹       | 4:27 |
| 7.                       | 「最後の夕日」                              | 川嶋あい  | 川嶋あい   | 直樹       | 5:14 |
| 8.                       | 「そこから始めよう」                        | 川嶋あい  | 川嶋あい   | KOUHEI     | 4:14 |
| 9.                       | 「永遠と呼べる道」                          | 川嶋あい  | 川嶋あい   | 川嶋バンド | 3:51 |
| 10.                      | 「サウスポー」                              | 川嶋あい  | 川嶋あい   | 長澤孝志   | 3:04 |
| 11.                      | 「もっと!」                                 | 川嶋あい  | 川嶋あい   | 長澤孝志   | 4:22 |
| 12.                      | 「旅立ちの日に… (instrumental)」            | 川嶋あい  | 川嶋あい   | 川嶋あい   | 4:06 |
| 合計時間:                | 合計時間:                                   | 合計時間: | 54:02      |            |      |

### 楽曲解説
1. ガラスの心
1stミニアルバム『この場所から…』より。原曲名は『ガラスの中の私』。
2. 未来への道 (Hyper”ai”Mix)
1stミニアルバム『この場所から…』より。
3. 天使たちのメロディー (Street Live Ver.)
1stミニアルバム『この場所から…』より。
4. My Story
1stミニアルバム『この場所から…』より。
5. blessing -祈り-
2ndミニアルバム『はばたける日まで…』より。
6. 飛べない鳥
2ndミニアルバム『はばたける日まで…』より。
7. 最後の夕日
2ndミニアルバム『はばたける日まで…』より。
8. そこから始めよう
2ndミニアルバム『はばたける日まで…』より。
9. 永遠と呼べる道
2ndミニアルバム『はばたける日まで…』より。
10. サウスポー
11. もっと!
花王8×4「'05春編」CFソング。
12. 旅立ちの日に… (instrumental)